# Іватський університет
Іватський університет (яп. 岩手大学, いわてだいがく; англ. Iwate University) — державний університет у Японії. Розташований за адресою: префектура Івате, місто Моріока, квартал Уеда 3-18-8. Заснований у 1876 році та відкритий 1949 році. Скорочена назва — Ґан-дай (яп. 岩大, がんだい).

## Факультети
- Гуманітарно-соціологічний факультет (яп. 人文社会科学部)
- Педагогічний факультет (яп. 教育学部)
- Інженерно-технічний факультет (яп. 工学部)
- Агрономний факультет (яп. 農学部)

## Аспірантура
- Гуманітарно-соціологічна аспірантура (яп. 人文社会科学研究科)
- Педагогічна аспірантура (яп. 教育学研究科)
- Інженерно-технічна аспірантура (яп. 工学研究科)
- Агрономічна аспірантура (яп. 農学研究科)
- Спільна агрономічна аспірантура (яп. 連合農学研究科)
- Спільна ветеринарна аспірантура (яп. 連合農学研究科)